# Theodor Streicher
Theodor Streicher (Viena, 7 de juny de 1874 - Graz, 28 de maig de 1940) fou un compositor austríac, besnet de Johann Andreas Streicher el famós constructor de pianos.
En un principi només es dedicà a la música com aficionat, però després emprengué seriosament els estudis i fou deixeble de Kniese a Bayreuth, de Heinrich Schulz-Beuthen a Dresden i de Ferdinand Löwe a Viena.
Es donà a conèixer principalment pels seus lieder, dels que en va publicar dues col·leccions: Aus des Knaben Wunderhorn i Hafis-Lieder. A més se li deuen: Mignons-Exequien, per a cor mixt, cor d'infants i orquestra; Vier Kriegs- und Soldatenlieder, per a solo, cor d'homes i orquestra; Kleiner Vogel Kolibri, per a cor mixt i orquestra; Wanderers Nachtlied, per a cor d'homes; Um Ines weinten, per a una veu i orquestra; escenes pel Faust de Goethe, etc.